# Chenevelles
Chenevelles est une commune du centre-ouest de la France, située dans le département de la Vienne en région Nouvelle-Aquitaine.

## Géographie

### Communes limitrophes
|            | Senillé-Saint-Sauveur | Leigné-les-Bois |
| Monthoiron | Chenevelles           | Pleumartin      |
|            | Archigny              |                 |

### Climat
Pour des articles plus généraux, voir Climat de la Nouvelle-Aquitaine et Climat de la Vienne.
Historiquement, la commune est exposée à un climat océanique du nord-ouest.  
En 2020, Météo-France publie une typologie des climats de la France métropolitaine dans laquelle la commune est exposée à un climat océanique altéré et est dans la région climatique  Poitou-Charentes, caractérisée par un bon ensoleillement, particulièrement en été et des vents modérés.
Pour la période 1971-2000, la température annuelle moyenne est de 11,6 °C, avec une amplitude thermique annuelle de 15 °C. Le cumul annuel moyen de précipitations est de 693 mm, avec 11 jours de précipitations en janvier et 6,7 jours en juillet. Pour la période 1991-2020, la température moyenne annuelle observée sur la station météorologique la plus proche, située sur la commune de Lésigny à 16 km à vol d'oiseau, est de 12,1 °C et le cumul annuel moyen de précipitations est de 743,3 mm,. Pour l'avenir, les paramètres climatiques de la commune estimés pour 2050 selon différents scénarios d’émission de gaz à effet de serre sont consultables sur un site dédié publié par Météo-France en novembre 2022.

## Urbanisme

### Typologie
Au 1er janvier 2024, Chenevelles est catégorisée commune rurale à habitat dispersé, selon la nouvelle grille communale de densité à sept niveaux définie par l'Insee en 2022.
Elle est située hors unité urbaine. Par ailleurs la commune fait partie de l'aire d'attraction de Châtellerault, dont elle est une commune de la couronne,. Cette aire, qui regroupe 44 communes, est catégorisée dans les aires de 50 000 à moins de 200 000 habitants,.

### Occupation des sols
L'occupation des sols de la commune, telle qu'elle ressort de la base de données européenne d’occupation biophysique des sols Corine Land Cover (CLC), est marquée par l'importance des territoires agricoles (87,7 % en 2018), une proportion sensiblement équivalente à celle de 1990 (87,6 %). La répartition détaillée en 2018 est la suivante : 
terres arables (61,4 %), prairies (13,7 %), zones agricoles hétérogènes (12,6 %), forêts (12,3 %). L'évolution de l’occupation des sols de la commune et de ses infrastructures peut être observée sur les différentes représentations cartographiques du territoire : la carte de Cassini (XVIIIe siècle), la carte d'état-major (1820-1866) et les cartes ou photos aériennes de l'IGN pour la période actuelle (1950 à aujourd'hui).

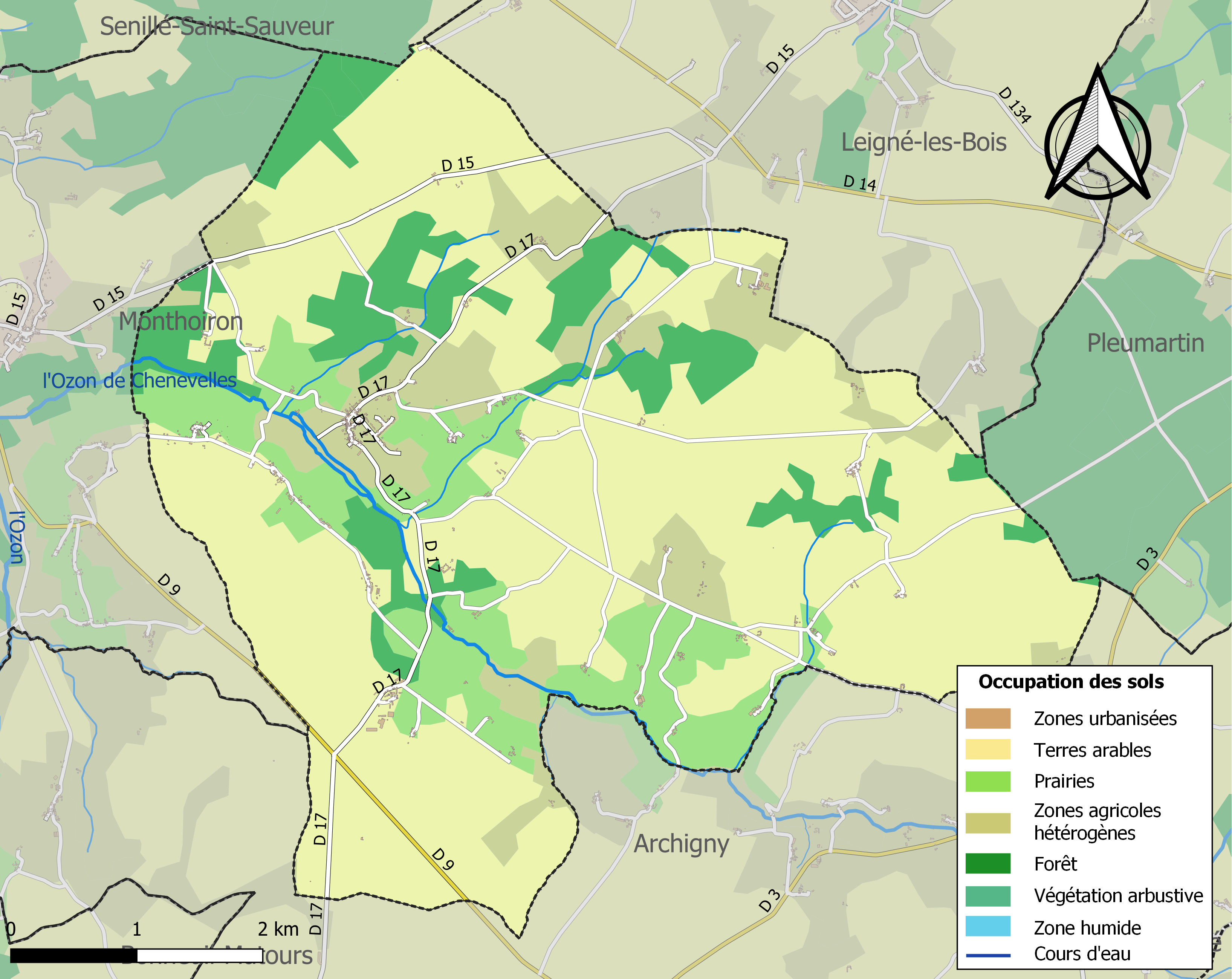
Carte des infrastructures et de l'occupation des sols de la commune en 2018 (CLC).

### Risques majeurs
Le territoire de la commune de Chenevelles est vulnérable à différents aléas naturels : météorologiques (tempête, orage, neige, grand froid, canicule ou sécheresse), inondations, mouvements de terrains et séisme (sismicité modérée). Il est également exposé à un risque technologique,  le transport de matières dangereuses. Un site publié par le BRGM permet d'évaluer simplement et rapidement les risques d'un bien localisé soit par son adresse soit par le numéro de sa parcelle.

#### Risques naturels
Certaines parties du territoire communal sont susceptibles d’être affectées par le risque d’inondation par débordement de cours d'eau, notamment l'Ozon de Chenevelles. La commune a été reconnue en état de catastrophe naturelle au titre des dommages causés par les inondations et coulées de boue survenues en 1982, 1983, 1999 et 2010,.

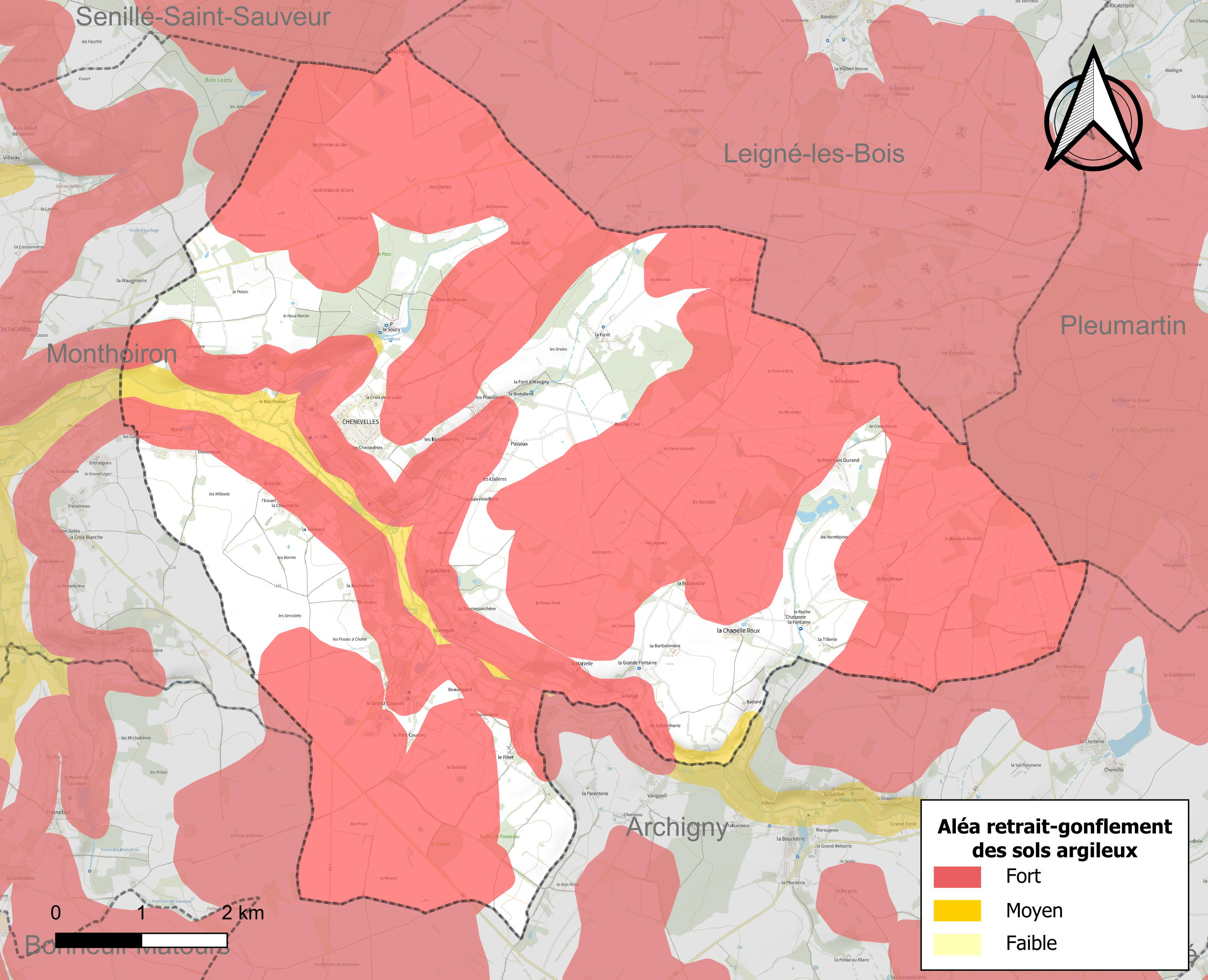
Carte des zones d'aléa retrait-gonflement des sols argileux de Chenevelles.

Les mouvements de terrains susceptibles de se produire sur la commune sont des affaissements et effondrements liés aux cavités souterraines (hors mines) et des tassements différentiels. Afin de mieux appréhender le risque d’affaissement de terrain, un inventaire national permet de localiser les éventuelles cavités souterraines sur la commune. Le retrait-gonflement des sols argileux est susceptible d'engendrer des dommages importants aux bâtiments en cas d’alternance de périodes de sécheresse et de pluie. 71,3 % de la superficie communale est en aléa moyen ou fort (79,5 % au niveau départemental et 48,5 % au niveau national). Depuis le 1er octobre 2020, en application de la loi ÉLAN, différentes contraintes s'imposent aux vendeurs, maîtres d'ouvrages ou constructeurs de biens situés dans une zone classée en aléa moyen ou fort,.
La commune a été reconnue en état de catastrophe naturelle au titre des dommages causés par la sécheresse en 1989, 1991, 2011, 2016 et 2018 et par des mouvements de terrain en 1999 et 2010.

## Toponymie
Le nom de la commune provient du latin « Canavellis » et fait référence au chanvre, une plante anciennement cultivée dans cette partie du Châtelleraudais. Elle était utilisée pour faire des textiles ou du cordage mais aussi pour un usage familiale. Cela pourrait également signifer vallée des chênes.

## Histoire
En 1945, pour fêter la Libération et le retour de la République, un arbre de la liberté est planté. Cet ormeau est mort en 1984, et remplacé par un sapin l’année suivante.

## Politique et administration

### Liste des maires
| Période                                  | Période  | Identité           | Étiquette                    | Qualité |
| ---------------------------------------- | -------- | ------------------ | ---------------------------- | ------- |
| Les données manquantes sont à compléter. |          |                    |                              |         |
| mars 2001                                | mai 2020 | Jean-Michel Mazaud | LR                           |         |
| mai 2020                                 | En cours | Cyril Cibert       | PS puis PRG puis Renaissance |         |

### Instances judiciaires et administratives
La commune relève du tribunal d'instance de Poitiers, du tribunal de grande instance de Poitiers, de la cour d'appel  Poitiers, du tribunal pour enfants de Poitiers, du conseil de prud'hommes de Poitiers, du tribunal de commerce de Poitiers, du tribunal administratif de Poitiers et de la cour administrative d'appel  de  Bordeaux, du tribunal des pensions de Poitiers, du tribunal des affaires de la Sécurité sociale de la Vienne, de la cour d’assises de la Vienne.

### Services publics
Les réformes successives de La Poste ont conduit à la fermeture de nombreux bureaux de poste ou à leur transformation en simple relais. Toutefois, la commune a pu maintenir le sien.

## Démographie
L'évolution du nombre d'habitants est connue à travers les recensements de la population effectués dans la commune depuis 1793. Pour les communes de moins de 10 000 habitants, une enquête de recensement portant sur toute la population est réalisée tous les cinq ans, les populations de référence des années intermédiaires étant quant à elles estimées par interpolation ou extrapolation. Pour la commune, le premier recensement exhaustif entrant dans le cadre du nouveau dispositif a été réalisé en 2004.

En 2022, la commune comptait 442 habitants, en évolution de −7,34 % par rapport à 2016 (Vienne : +0,6 %, France hors Mayotte : +2,11 %).
| 1793 | 1800 | 1806 | 1821 | 1831 | 1836 | 1841 | 1846 | 1851 |
| ---- | ---- | ---- | ---- | ---- | ---- | ---- | ---- | ---- |
| 623  | 589  | 795  | 887  | 912  | 901  | 915  | 910  | 892  |

| 1856 | 1861 | 1866 | 1872 | 1876 | 1881 | 1886 | 1891 | 1896 |
| ---- | ---- | ---- | ---- | ---- | ---- | ---- | ---- | ---- |
| 884  | 865  | 857  | 790  | 812  | 802  | 803  | 788  | 791  |

| 1901 | 1906 | 1911 | 1921 | 1926 | 1931 | 1936 | 1946 | 1954 |
| ---- | ---- | ---- | ---- | ---- | ---- | ---- | ---- | ---- |
| 754  | 769  | 762  | 638  | 651  | 605  | 617  | 536  | 556  |

| 1962 | 1968 | 1975 | 1982 | 1990 | 1999 | 2004 | 2006 | 2009 |
| ---- | ---- | ---- | ---- | ---- | ---- | ---- | ---- | ---- |
| 556  | 498  | 417  | 394  | 393  | 406  | 423  | 419  | 476  |

| 2014 | 2019 | 2022 | - | - | - | - | - | - |
| ---- | ---- | ---- | - | - | - | - | - | - |
| 470  | 454  | 442  | - | - | - | - | - | - |

En 2008, la densité de population de la commune était de 16 hab./km2, 61 hab./km2 pour le département, 68 hab./km2 pour la région Poitou-Charentes et 115 hab./km2 pour la France.

## Économie
Selon la Direction régionale de l'Alimentation, de l'Agriculture et de la Forêt de Poitou-Charentes, il n'y a plus que 19 exploitations agricoles en 2010 contre 34 en 2000.
Les surfaces agricoles utilisées ont diminué et sont passées de 2 151 hectares en 2000 à 1 706 hectares  en 2010. 53 % sont destinées à la culture des céréales (blé tendre essentiellement mais aussi orges et maïs), 18 % pour les oléagineux (colza et tournesol), 16 % pour le fourrage et 4 % reste en herbes. En 2000,3 hectares (0 en 2010) étaient consacrés à la vigne.
4 exploitations en 2010 (contre 7 en 2000) abritent un élevage de bovins (659 têtes en 2010 contre 874 têtes en 2000). 4 exploitations en 2010 (contre 6 en 2000) abritent un petit élevage d'ovins (81 têtes en 2010 contre 184 têtes en 2000).

## Culture locale et patrimoine

### Lieux et monuments

#### Patrimoine religieux
L'église Saint-Remy est classée monument historique depuis 1922 pour son portail et son clocher. Elle date du XIIe siècle pour la partie la plus ancienne, mais a connu plusieurs remaniements jusqu'au XIXe siècle. Elle conserve de beaux éléments romans, notamment les voussures du portail aux motifs géométriques, ainsi que les chapiteaux qui les supportent. L'édifice se distingue aussi par son clocher-porche, surmonté d'une flèche en pierre, bâtie sur le même modèle que celle de l'église de Vouneuil-sur-Vienne. À l'intérieur, on peut remarquer notamment - la statue de saint Rémi, patron de la paroisse (XVIIIe siècle), - les Fonts baptismaux du XVe siècle, - une Piéta du XVIe siècle, dans une chapelle, à droite en entrant, et une pierre tombale du Chevalier Ralon (XIIe siècle), sans oublier plusieurs tableaux du XVIe siècle  représentant l'Assomption, sainte Catherine d'Alexandrie…

#### Patrimoine naturel

##### Les Brandes de la Nivoire et les Brandes des Tireaux
Les Brandes de la Nivoire et les Brandes des Tireaux sont situées à mi-chemin entre les villes de Chauvigny et de Châtellerault, soit un peu à l’est de la vallée de la Vienne. Ces sites couvrent une partie des territoires des communes d’Archigny, de Bonneuil-Matours et de Chenevelles.
Des oiseaux protégés ou rares y ont été recensés notamment la Caille des blés, le Courlis cendré, la Huppe fasciée, le Milan noir ou le Vanneau huppé.

##### La forêt de Pleumartin
La forêt de Pleumartin s’étend en partie sur le territoire de trois communes : Leigné-les-Bois, Pleumartin et Chenevelles.
Le peuplement forestier est composé essentiellement de chênes sessiles et de chênes pédonculés. Des charmes peuvent se mêler à ces chênes.
Il est possible d’observer le Bouvreuil pivoine, le Busard Saint-Martin, l’Engoulevent d’Europe, le Faucon hobereau, la Mésange huppée et le Rouge-queue à front blanc.

### Personnalités liées à la commune
- Jacques Tiffeau (d) (1927-1988), styliste né à Chenevelles[29],[30] ;
- Étienne Deshoulières (d), avocat qui a grandi à Chenevelles, organisateur des Fiertés Rurales[31].

### Première sociétale: fête des Fiertés rurales
Stop homophobie et la mairie locale ont organisé le samedi 16 juillet 2022 la première fête des Fiertés Rurales. La presse, locale, et nationale, en a rendu compte. La fête réunissait des personnes homosexuelles des communes rurales, témoignant d’une vie parfois difficile, parfois bien acceptée par l'environnement ; et des habitants simplement ravis de voir une vie festive dans leur village. Plusieurs personnalités des environs étaient citées ou participaient : Jacques Tiffeau, célèbre couturier des années 1960, amant de Christian Dior, né dans le village en 1927 ; Cyril Cibert, le maire de la commune, qui assume son homosexualité ; Étienne Deshoulières, avocat de Stop homophobie, originaire de Chenevelles et résident d’un village proche,. Parmi les personnes venues de loin se trouvait Mathieu, agriculteur homosexuel célèbre depuis sa participation à L'amour est dans le pré.
Cet évènement a de nouveau lieu en 2023, en présence de plusieurs personnalités politiques. Il a eu lieu également en 2024,.